# WWEエリミネーション・チェンバー
WWEエリミネーション・チェンバー(Elimination Chamber)は、アメリカのプロレス団体WWEが主催するプレミアムライブイベント興行。
2009年まで行われたノー・ウェイ・アウト(No Way Out)から、2010年に変更され開催される。

## 試合結果

### 第1回大会（2010年）WWE Elimination Chamber 2010
- 開催日 : 2月21日
- 開催場所 : ミズーリ州セントルイスのスコットトレード・センター
- 観客動員数 : 17,000人
- 公式大会曲 : サイプレス・ヒル - Rise Up
- ダーク・マッチ -Dark Match-

○クリスチャン vs エゼキエル・ジャクソン●
- エリミネーション・チェンバー形式WWE王座戦 -Elimination Chamber Match for the WWE Championship-

シェイマス(c) vs トリプルH vs ランディ・オートン vs テッド・デビアス vs コフィ・キングストン vs ジョン・シナ○
| 退場順 | スーパースター       | 入場順 | 退場させたスーパースター |
| 1      | ランディ・オートン   | 4      | テッド・デビアス         |
| 2      | テッド・デビアス     | 5      | コフィ・キングストン     |
| 3      | コフィ・キングストン | 1      | シェイマス               |
| 4      | シェイマス           | 2      | トリプルH                |
| 5      | トリプルH            | 3      | ジョン・シナ             |
| 勝者   | ジョン・シナ         | 6      |                          |

試合後会長のビンス・マクマホンが登場し、シナとバティスタの王座戦を発表する。
- WWE王座戦 -WWE Championship-

●ジョン・シナ(c) vs バティスタ○
- インターコンチネンタル王座戦 -WWE Intercontinental Championship-

○ドリュー・マッキンタイア(c) vs ケイン●
- ○ミシェル・マクール&レイラ vs マリース&ゲイル・キム●
- WWE・US王座戦 -WWE United States Championship-

○ザ・ミズ(c) vs MVP●
- エリミネーション・チェンバー形式世界ヘビー級王座戦 -Elimination Chamber Match for the World Heavyweight Championship-

ジ・アンダーテイカー(c) vs CMパンク vs ジョン・モリソン vs レイ・ミステリオ vs Rトゥルース vs クリス・ジェリコ○
| 退場順 | スーパースター       | 入場順 | 退場させたスーパースター |
| 1      | Rトゥルース          | 2      | CMパンク                 |
| 2      | CMパンク             | 1      | レイ・ミステリオ         |
| 3      | レイ・ミステリオ     | 3      | ジョン・モリソン         |
| 4      | ジョン・モリソン     | 5      | ジ・アンダーテイカー     |
| 5      | ジ・アンダーテイカー | 6      | クリス・ジェリコ         |
| 勝者   | クリス・ジェリコ     | 4      |                          |

試合終盤にショーン・マイケルズが乱入、ジ・アンダーテイカーを攻撃し、結果的にクリス・ジェリコを助ける形となる。

### 第2回大会（2011年）WWE Elimination Chamber 2011
- 開催日 : 2月20日
- 開催場所 : カリフォルニア州オークランドのオラクル・アリーナ
- 観客動員数 : 11,500人
- 公式大会曲 : トビーマック - Ignition
- ダーク・マッチ -Dark Match-

○ダニエル・ブライアン vs テッド・デビアス●
- ○アルベルト・デル・リオ vs コフィ・キングストン●
- エリミネーション・チェンバー形式世界ヘビー級王座戦 -Elimination Chamber Match for the World Heavyweight Championship-

○エッジ(c) vs レイ・ミステリオ vs ケイン vs ドリュー・マッキンタイア vs ビッグ・ショー vs ウェイド・バレット
| 退場順 | スーパースター           | 入場順 | 退場させたスーパースター |
| 1      | ウェイド・バレット       | 3      | ビッグ・ショー           |
| 2      | ビッグ・ショー           | 6      | ケイン                   |
| 3      | ドリュー・マッキンタイア | 5      | ケイン                   |
| 4      | ケイン                   | 4      | エッジ                   |
| 5      | レイ・ミステリオ         | 2      | エッジ                   |
| 勝者   | エッジ                   | 1      |                          |

- WWEタッグ王座戦 -WWE Tag Team Championship-

●サンティーノ・マレラ&ウラジミール・コズロフ(c) vs ザ・コア(ジャスティン・ガブリエル&ヒース・スレイター)(w / エゼキエル・ジャクソン)○
- WWE王座戦 -WWE Championship-

○ザ・ミズ(c) vs ジェリー "ザ・キング" ローラー●
- エリミネーション・チェンバー形式 WWE王座第一挑戦権者決定戦 -Elimination Chamber Match for a WWE Championship Match at WrestleMania XXVII-

○ジョン・シナ vs CMパンク vs ジョン・モリソン vs キング・シェイマス vs ランディ・オートン vs Rトゥルース
| 退場順 | スーパースター     | 入場順 | 退場させたスーパースター |
| 1      | Rトゥルース        | 5      | キング・シェイマス       |
| 2      | ランディ・オートン | 3      | CMパンク                 |
| 3      | キング・シェイマス | 2      | ジョン・モリソン         |
| 4      | ジョン・モリソン   | 1      | CMパンク                 |
| 5(1)   | CMパンク           | 6(4)   | ジョン・シナ             |
| 勝者   | ジョン・シナ       | 4      |                          |

ジョン・シナがWrestleMania XXVIIでのWWE王座挑戦権を獲得。
当初CMパンクは、4番目の登場となったが、レフリーが小部屋のドアを解錠する際に不手際があった。
やっと解錠し小部屋から出るも、ランディー･オートンに待ち伏せ攻撃を喰らい、最初に敗退させられる。
しかし、RAW･GMは、ドアを解錠する際の不手際で、不公平を被ったと指摘。
CMパンク敗退を無効とする裁定を下し、再び小部屋に入った。

### 第3回大会（2012年）WWE Elimination Chamber 2012
- 開催日 : 2月19日
- 開催場所 : ウィスコンシン州ミルウォーキーのブラッドリー・センター
- 観客動員数 : 15,304人
- 公式大会曲 : ニッケルバック - This Means War
- ダーク・マッチ -Dark Match-

○フニコ vs アレックス・ライリー●
- エリミネーション・チェンバー形式WWE王座戦 -Elimination Chamber Match for the WWE Championship-

○CMパンク(c) vs ザ・ミズ vs クリス・ジェリコ vs コフィ・キングストン vs ドルフ・ジグラー vs Rトゥルース
| 退場順 | スーパースター       | 入場順 | 退場させたスーパースター |
| 1      | Rトゥルース          | 4      | CMパンク                 |
| 2      | ドルフ・ジグラー     | 3      | クリス・ジェリコ         |
| 3      | コフィ・キングストン | 2      | クリス・ジェリコ         |
| 4      | クリス・ジェリコ     | 6      |                          |
| 5      | ザ・ミズ             | 5      | CMパンク                 |
| 勝者   | CMパンク             | 1      |                          |

クリス・ジェリコは試合途中にチェンバーの扉が開くアクシデントによりリング下に転落し、フォールされることなく退場した。
- ディーヴァズ王座戦 -WWE Divas Championship-

○ベス・フェニックス(c) vs タミーナ・スヌーカ●
- エリミネーション・チェンバー形式世界ヘビー級王座戦 -Elimination Chamber Match for the World Heavyweight Championship-

○ダニエル・ブライアン(c) vs サンティーノ・マレラ vs ウェイド・バレット vs コーディ・ローデス vs ビッグ・ショー vs グレート・カリ
| 退場順 | スーパースター       | 入場順 | 退場させたスーパースター |
| 1      | グレート・カリ       | 5      | ビッグ・ショー           |
| 2      | ビッグ・ショー       | 1      | コーディ・ローデス       |
| 3      | コーディ・ローデス   | 3      | サンティーノ・マレラ     |
| 4      | ウェイド・バレット   | 2      | サンティーノ・マレラ     |
| 5      | サンティーノ・マレラ | 4      | ダニエル・ブライアン     |
| 勝者   | ダニエル・ブライアン | 6      |                          |

- ユナイテッドステイツ王座戦 -WWE United States Championship-

○ジャック・スワガー(c)(w / ヴィッキー・ゲレロ) vs ジャスティン・ガブリエル(w / ホーンスワグル)●
- アンビュランス・マッチ -Ambulance Match-

○ジョン・シナ vs ケイン●

### 第4回大会（2013年）WWE Elimination Chamber 2013
- 開催日 : 2月17日
- 開催場所 : ルイジアナ州ニューオーリンズのニューオーリンズ・アリーナ
- 観客動員数 : 15,669人
- 公式大会曲 : Stellar Reviva - "The Crazy Ones"
- ダーク・マッチ -Dark Match-

○ブローダス・クレイ&テンサイ vs ローデス・スカラーズ(コーディ・ローデス&ダミアン・サンドウ)●
- 世界ヘビー級王座戦 -World Heavyweight Championship-

○アルベルト・デル・リオ(c)(w / リカルド・ロドリゲス) vs ビッグ・ショー●
- ユナイテッドステイツ王座戦 -WWE United States Championship-

●アントニオ・セザーロ(c) vs ザ・ミズ○
セザーロの反則により王座移動はなし
- エリミネーション・チェンバー形式世界ヘビー級王座第一挑戦権者決定戦 -Elimination Chamber match to determine the #1 contender for the World Heavyweight Championship-

○ジャック・スワガー vs ダニエル・ブライアン vs クリス・ジェリコ vs ランディ・オートン vs ケイン vs マーク・ヘンリー
| 退場順 | スーパースター       | 入場順 | 退場させたスーパースター |
| 1      | ダニエル・ブライアン | 2      | マーク・ヘンリー         |
| 2      | ケイン               | 4      | マーク・ヘンリー         |
| 3      | マーク・ヘンリー     | 6      | ランディ・オートン       |
| 4      | クリス・ジェリコ     | 1      | ランディ・オートン       |
| 5      | ランディ・オートン   | 5      | ジャック・スワガー       |
| 勝者   | ジャック・スワガー   | 3      |                          |

- 6人タッグチーム・マッチ -6-person Tag Team Match-

○ザ・シールド(セス・ロリンズ&ディーン・アンブローズ&ロマン・レインズ) vs ジョン・シナ&ライバック&シェイマス●
- ○ドルフ・ジグラー(w/AJ&ビック・Ｅ・ラングストン) vs コフィ・キングストン●
- ディーヴァズ王座戦 -WWE Divas Championship-

○ケイトリン(c) vs タミーナ・スヌーカ●
- WWE王座戦 -WWE Championship-

○ザ・ロック(c) vs CMパンク(w / ポール・ヘイマン)●
ロックは反則負け及びカウント負けでも王座を失う条件

### 第5回大会（2014年）WWE Elimination Chamber 2014
- 開催日 : 2月16日
- 開催場所 : ミネソタ州ミネアポリスのターゲット・センター
- 観客動員数 : 14,101
- 公式大会曲 : Nero - "Doomsday"
- キックオフショー枠 -Elimination Chamber Kickoff-

○コーディ・ローデス&ゴールダスト vs カーティス・アクセル&ライバック(w / ラリー・ヘニング)●
- インターコンチネンタル王座戦 -WWE Intercontinental Championship-

○ビッグ・Ｅ(c) vs ジャック・スワガー(w / ゼブ・コルター)●
- WWEタッグ王座戦 -WWE Tag Team Championship-

○ニュー・エイジ・アウトローズ（ロード・ドッグ＆ビリー・ガン）(c) vs ウーソズ（ジミー・ウーソ＆ジェイ・ウーソ）●
- ○タイタス・オニール vs ダレン・ヤング●
- 6人タッグチーム・マッチ -6-person Tag Team Match-

○ワイアット・ファミリー(ブレイ・ワイアット&ルーク・ハーパー&エリック・ローワン) vs ザ・シールド(セス・ロリンズ&ディーン・アンブローズ&ロマン・レインズ)●
- ディーヴァズ王座戦 -WWE Divas Championship-

●AJ・リー(c)（w/タミーナ・スヌーカ） vs キャメロン○
AJの反則負けにより王座交代はなし
- ○バティスタ vs アルベルト・デル・リオ●
- エリミネーション・チェンバー形式WWE世界ヘビー級王座戦 -Elimination Chamber match for the WWE World Heavyweight Championship-

○ランディ・オートン vs ジョン・シナ vs シェイマス vs ダニエル・ブライアン vs セザーロ（w/ゼブ・コルター） vs クリスチャン
| 退場順 | スーパースター       | 入場順 | 退場させたスーパースター |
| 1      | シェイマス           | 2      | クリスチャン             |
| 2      | クリスチャン         | 4      | ダニエル・ブライアン     |
| 3      | セザーロ             | 1      | ジョン・シナ             |
| 4      | ジョン・シナ         | 5      | ランディ・オートン       |
| 5      | ダニエル・ブライアン | 3      | ランディ・オートン       |
| 勝者   | ランディ・オートン   | 6      |                          |

終盤にワイアット・ファミリーが乱入、ジョン・シナを攻撃。駆け付けたケインがブライアンを攻撃しオートンの勝利に貢献。

### 第6回大会（2015年）WWE Elimination Chamber 2015
- 開催日 : 5月31日
- 開催場所 : ミネソタ州ミネアポリスのターゲット・センター
- 観客動員数 : 7,000
- 公式大会曲 : オフスプリング - "Coming for You"
- プレ・ショー -Pre-show-

○スターダスト vs ザック・ライダー●
- エリミネーション・チェンバー形式WWEタッグ王座戦 -Elimination Chamber match for the WWE Tag Team Championship-

○ニュー・デイ(ビッグ・E&コフィ・キングストン&エグザビアー・ウッズ)(c) vs ルチャ・ドラゴンズ(カリスト & シン・カラ) vs タイソン・キッド & セザーロ vs プライムタイム・プレイヤーズ (ダレン・ヤング & タイタス・オニール) vs ジ・アセンション(コナー & ビクター) vs ロス・マタドールズ(プリモ & エピコ)（w/エル・トリート）
| 退場順 | チーム                       | 入場順 | 退場させたチーム             |
| 1      | ロス・マタドールズ           | 4      | ジ・アセンション             |
| 2      | ルチャ・ドラゴンズ           | 2      | ジ・アセンション             |
| 3      | ジ・アセンション             | 1      | プライムタイム・プレイヤーズ |
| 4      | タイソン・キッド & セザーロ  | 3      | プライムタイム・プレイヤーズ |
| 5      | プライムタイム・プレイヤーズ | 5      | ニュー・デイ                 |
| 勝者   | ニュー・デイ                 | 6      |                              |

- トリプルスレット形式ディーヴァズ王座戦 -Triple Threat Match for the WWE Divas Championship-

○ニッキ―・ベラ(c) vs ペイジ vs ナオミ●
- ○ケビン・オーエンズ vs ジョン・シナ●
- ○ネヴィル vs ボー・ダラス●
- エリミネーション・チェンバー形式インターコンチネンタル王者決定戦 -Elimination Chamber match for the vacant WWE Intercontinental Championship-

○ライバック vs シェイマス vs Rトゥルース vs キング・バレット vs ドルフ・ジグラー vs マーク・ヘンリー
| 退場順 | スーパースター   | 入場順 | 退場させたスーパースター |
| 1      | キング・バレット | 1      | Rトゥルース              |
| 2      | Rトゥルース      | 3      | ライバック               |
| 3      | マーク・ヘンリー | 4      | シェイマス               |
| 4      | ドルフ・ジグラー | 2      | シェイマス               |
| 5      | シェイマス       | 6      | ライバック               |
| 勝者   | ライバック       | 5      |                          |

- WWE世界ヘビー級王座戦 -WWE World Heavyweight Championship-

●セス・ロリンズ(c)（w/ジェイミー・ノーブル & ジョーイ・マーキュリー & ケイン） vs ディーン・アンブローズ○
失格判定により王座移動はなし

### 第7回大会（2017年）WWE SmackDown LIVE's Elimination Chamber 2017
- 開催日 : 2月12日
- 開催場所 : アリゾナ州フェニックスのトーキング・スティック・リゾート・アリーナ
- ブランド : SmackDown LIVE
- 観客動員数 : 11,000人
- 公式大会曲 : No Wyld feat. Kamau and Wynne - "Air"
- キックオフ・ショー -Kickoff Show-

○モジョ・ローリー vs カート・ホーキンス●
- ○ベッキー・リンチ vs ミッキー・ジェームス●
- ハンディキャップ・マッチ -Handicap Match-

○アポロ・クルーズ＆カリスト vs ドルフ・ジグラー●
- タッグチーム・ターモイル・マッチ形式WWEスマックダウンタッグチーム王者戦 -Tag Team Turmoil Match for the WWE SmackDown Tag Team Championship-

アメリカン・アルファ（チャド・ゲイブル&ジェイソン・ジョーダン）(c) vs ウーソズ（ジェイ・ウーソ&ジミー・ウーソ） vs ヒース・スレイター＆ライノ vs ブリーザンゴ(タイラー・ブリーズ&ファンダンゴ) vs ボードビレインズ（サイモン・ゴッチ&エイデン・イングリッシュ） vs ジ・アセンション(コナー&ビクター)○
| 試合順 | 対戦カード                                   | 勝者チーム               |
| 1      | ヒース･スレーター&ライノ vs ブリーザンゴ     | ヒース･スレーター&ライノ |
| 2      | ヒース･スレーター&ライノ vs ボードビレインズ | ヒース･スレーター&ライノ |
| 3      | ヒース･スレーター&ライノ vs ウーソズ         | ウーソズ                 |
| 4      | ウーソズ vs アメリカン･アルファ              | アメリカン･アルファ      |
| 5      | アメリカン･アルファ vs ジ･アセンション       | アメリカン･アルファ      |

- △ニッキ―・ベラ vs ナタリヤ△

両者リングアウト
- ●ルーク・ハーパー vs ランディ・オートン○
- WWEスマックダウン女子王座戦 -WWE SmackDown Women's Championship-

●アレクサ・ブリス(c) vs ナオミ○
- エリミネーション・チェンバー形式WWE王座決定戦 -Elimination Chamber match for the WWE Championship-

ジョン・シナ(c) vs AJスタイルズ vs ディーン・アンブローズ vs バロン・コービン vs ザ・ミズ vs ブレイ・ワイアット○
| 退場順 | スーパースター         | 入場順 | 退場させたスーパースター |
| 1      | バロン・コービン       | 5      | ディーン・アンブローズ   |
| 2      | ディーン・アンブローズ | 3      | ザ・ミズ                 |
| 3      | ザ・ミズ               | 6      | ジョン・シナ             |
| 4      | ジョン・シナ           | 2      | ブレイ・ワイアット       |
| 5      | AJスタイルズ           | 1      | ブレイ・ワイアット       |
| 勝者   | ブレイ・ワイアット     | 4      |                          |

### 第8回大会（2018年）WWE RAW's Elimination Chamber 2018
- 開催日 : 2月25日
- 開催場所 : ネバダ州ラスベガスのT-モバイル・アリーナ
- ブランド : RAW
- 観客動員数 : 15,126人
- 公式大会曲 :  Will Roush - "M.O.M (Man on a Mission)"
- キックオフ・ショー -Kickoff Show-

○カール・アンダーソン&ルーク・ギャローズ vs ザ・ミズトラージ（カーティス・アクセル&ボー・ダラス）●
- エリミネーション・チェンバー形式RAW女子王者戦 -Elimination Chamber match for the WWE RAW Women's Championship-

○アレクサ・ブリス(c) vs ベイリー vs ミッキー・ジェームス vs マンディ・ローズ vs ソーニャ・デヴィル vs サーシャ・バンクス
| 退場順 | スーパースター       | 入場順 | 退場させたスーパースター |
| 1      | マンディ・ローズ     | 3      | サーシャ・バンクス       |
| 2      | ソーニャ・デヴィル   | 1      | ミッキー・ジェームス     |
| 3      | ミッキー・ジェームス | 5      | ベイリー                 |
| 4      | ベイリー             | 2      | アレクサ・ブリス         |
| 5      | サーシャ・バンクス   | 4      | アレクサ・ブリス         |
| 勝者   | アレクサ・ブリス     | 6      |                          |

- WWE RAWタッグチーム王座戦 -WWE Raw Tag Team Championship-

○シェイマス&セザーロ(c) vs タイタス・ワールドワイド（タイタス・オニール&アポロ）●
- ○アスカ vs ナイア・ジャックス●
- ○マット・ハーディー vs ブレイ・ワイアット●
- エリミネーション・チェンバー形式WWEユニバーサル王座挑戦者決定戦 -Elimination Chamber match for the WWE Universal Championship match at WrestleMania 34-

○ロマン・レインズ vs ジョン・シナ vs ブラウン・ストローマン vs イライアス vs セス・ロリンズ vs フィン・ベイラー vs ザ・ミズ
※初の7人によるチェンバー戦であり、4人が小部屋に入り、3人がリング上にいる状態から試合開始となった。
| 退場順 | スーパースター         | 入場順 | 退場させたスーパースター |
| 1      | ザ・ミズ               | 1      | ブラウン・ストローマン   |
| 2      | イライアス             | 7      | ブラウン・ストローマン   |
| 3      | ジョン・シナ           | 4      | ブラウン・ストローマン   |
| 4      | フィン・ベイラー       | 3      | ブラウン・ストローマン   |
| 5      | セス・ロリンズ         | 2      | ブラウン・ストローマン   |
| 6      | ブラウン・ストローマン | 6      | ロマン・レインズ         |
| 勝者   | ロマン・レインズ       | 5      |                          |

### 第9回大会（2019年）WWE Elimination Chamber 2019
| No.                                                                             | 結果 | 試合形式                                                            | 時間  |
| ------------------------------------------------------------------------------- | --- | ------------------------------------------------------------------- | ----- |
| 1P                                                                              | ○バディー・マーフィー (c) vs 戸澤陽● | WWEクルーザー級王座戦                                               | 13:25 |
| 2                                                                               | ○ザ・ボス・アンド・ハグ・コネクション (ベイリー & サーシャ・バンクス) vs. ナオミ & カーメラ vs. アイコニックス (ビリー・ケイ & ペイトン・ロイス) vs. ライオット・スクワッド (リヴ・モーガン & サラ・ローガン) vs. ナイア・ジャックス & タミーナ vs. マンディー・ローズ & ソーニャ・デヴィル● | タッグチームエリミネーション・チェンバー形式初代WWE女子タッグ王座戦 | 33:00 |
| 3                                                                               | ●ザ・ミズ & シェイン・マクマホン (c) vs. ウーソズ (ジェイ・ウーソ & ジミー・ウーソ)○ | WWEスマックダウンタッグ王座戦                                       | 14:10 |
| 4                                                                               | ●ボビー・ラシュリー (c) & リオ・ラッシュ vs フィン・ベイラー○ | ハンディーキャップ形式WWEインターコンチネンタル王座戦               | 9:30  |
| 5                                                                               | ○ロンダ・ラウジー (c) vs ルビー・ライオット● | WWEロウ女子王座戦                                                   | 1:40  |
| 6                                                                               | ○バロン・コービン vs. ブラウン・ストローマン● | ノーDQ戦                                                            | 10:50 |
| 7                                                                               | ○ダニエル・ブライアン (c) vs. AJ スタイルズ vs. ジェフ・ハーディー vs. ランディ・オートン vs. サモア・ジョー vs. コフィ・キングストン● | エリミネーション・チェンバー形式WWE王座戦                           | 36:40 |
| - (c) – 試合開始時点でのチャンピオンを指す - P – プレショーで行われた試合を指す | |                                                                     |       |

### 第10回大会 (2020年) WWE Elimination Chamber 2020
| No.                                                                             | 結果 | 試合形式                                                        | 時間  |
| ------------------------------------------------------------------------------- | --- | --------------------------------------------------------------- | ----- |
| 1P                                                                              | ○ザ・ヴァイキング・レイダーズ (エリク & アイヴァー) vs. カート・ホーキンス & ザック・ライダー● | タッグチーム戦                                                  | 4:50  |
| 2                                                                               | ○ダニエル・ブライアン vs. ドリュー・グラック● | シングル戦                                                      | 14:20 |
| 3                                                                               | ○アンドラーデ (c) (with ゼリーナ・ヴェガ) vs. ウンベルト・カリーヨ● | WWE US王座戦                                                    | 12:20 |
| 4                                                                               | ○ジョン・モリソン & ザ・ミズ (c) vs. ザ・ニュー・デイ (ビッグ・E & コフィ・キングストン) vs. ウーソズ (ジェイ・ウーソ & ジミー・ウーソ)● vs. ヘヴィー・マシナリー (オーティス & タッカー) vs. ルチャ・ハウス・パーティー (リンス・ドラド & グラン・メタリック) vs. ロバート・ルード & ドルフ・ジグラー | エリミネーション・チェンバー形式WWEスマックダウンタッグ王座戦   | 32:55 |
| 5                                                                               | ○アリスター・ブラック vs. AJスタイルズ● (with カール・アンダーソン & ルーク・ギャローズ) | ノーDQ戦                                                        | 23:15 |
| 6                                                                               | ○ザ・ストリート・プロフィッツ (アンジェロ・ドーキンス & モンテズ・フォード) (c) vs. セス・ロリンズ & マーフィー● | WWEロウタッグ王座戦                                             | 18:30 |
| 7                                                                               | ●ブラウン・ストローマン (c) vs. セザーロ, 中邑真輔 & サミ・ゼイン○ ブラウン・ストローマンをフォールしたサミ・ゼインが新チャンピオンとなる | ハンディーキャップ形式WWEインターコンチネンタル王座戦           | 8:30  |
| 8                                                                               | ○シェイナ・ベイズラー vs. アスカ● vs. サラ・ローガン vs. リヴ・モーガン vs. ナタリヤ vs. ルビー・ライオット ※勝利したベイズラーがロウ女子王座の挑戦権を獲得。 | エリミネーション・チェンバー形式WWEロウ女子王座#1コンテンダー戦 | 21:00 |
| - (c) – 試合開始時点でのチャンピオンを指す - P – プレショーで行われた試合を指す | |                                                                 |       |

### 第11回大会 (2021年) WWE Elimination Chamber 2021
| No.                                                                             | 結果 | 試合形式                                                            | 時間  |
| ------------------------------------------------------------------------------- | --- | ------------------------------------------------------------------- | ----- |
| 1P                                                                              | ●ムスタファ・アリ (with メイス, スラップジャック & T・バー) vs. アライアス vs. ジョン・モリソン○ vs. リコシェ                                         | フェイタル・フォーウェイ形式WWE US王座#1コンテンダー戦              | 7:14  |
| 2                                                                               | ○ダニエル・ブライアン vs. セザーロ vs. キング・コービン vs. ケヴィン・オーウェンズ vs. ジェイ・ウーソ● vs. サミ・ゼイン                               | エリミネーション・チェンバー形式WWEユニバーサル王座#1コンテンダー戦 | 34:27 |
| 3                                                                               | ○ローマン・レインズ (c) (with ポール・ヘイマン) vs. ダニエル・ブライアン●                                                                             | WWEユニバーサル王座戦                                               | 1:32  |
| 4                                                                               | ボビー・ラシュリー (c) (with MVP) vs. ジョン・モリソン● vs. リドル○                                                                                   | トリプルスレッド形式WWE US王座戦                                    | 8:49  |
| 5                                                                               | ○シェイナ・ベイズラー & ナイア・ジャックス (c) vs. サーシャ・バンクス & ビアンカ・ブレア●                                                             | WWE女子タッグ王座戦                                                 | 9:34  |
| 6                                                                               | ○ドリュー・マッキンタイア (c) vs. AJ・スタイルズ (with オモス) vs. ジェフ・ハーディー vs. ランディ・オートン vs. シェイマス● vs. コフィ・キングストン | エリミネーション・チェンバー形式WWE王座戦                           | 31:15 |
| 7                                                                               | ●ドリュー・マッキンタイア (c) vs. ザ・ミズ○ | WWE王座戦 ザ・ミズがマネー・イン・ザ・バンクの権利を行使            | 0:30  |
| - (c) – 試合開始時点でのチャンピオンを指す - P – プレショーで行われた試合を指す | |                                                                     |       |

### 第12回大会 (2022年) WWE Elimination Chamber 2022
| No.                                                                             | 結果 | 試合形式                                                            | 時間  |
| ------------------------------------------------------------------------------- | --- | ------------------------------------------------------------------- | ----- |
| 1P                                                                              | ○レイ・ミステリオ (with ドミニク・ミステリオ) vs. ザ・ミズ●                                                                                          | シングル戦                                                          | 8:20  |
| 2                                                                               | ○ローマン・レインズ (c) (with ポール・ヘイマン) vs. ゴールドバーグ●                                                                                  | WWEユニバーサル王座戦                                               | 5:59  |
| 3                                                                               | ○ビアンカ・ベレア vs. ニッキー・A.S.H. vs. アレクサ・ブリス● vs. ドゥードロップ vs. リヴ・モーガン vs. リア・リプリー                                | エリミネーション・チェンバー形式WWEロウ女子王座#1コンテンダー戦     | 15:41 |
| 4                                                                               | ○ロンダ・ラウジー & ナオミ vs. シャーロット・フレアー & ソーニャ・デヴィル●                                                                          | タッグチーム戦 ラウジーは片腕を後ろに縛って試合をしなければならない | 9:14  |
| 5                                                                               | ○ドリュー・マッキンタイア vs. マッドキャップ・モス● (with ハッピー・コービン)                                                                        | フォールズ・カウント・エニウェア戦                                  | 9:00  |
| 6                                                                               | ○ベッキー・リンチ (c) vs. リタ● | WWEロウ女子王座戦                                                   | 12:14 |
| 7                                                                               | ジ・ウーソズ (c) (ジェイ・ウーソ & ジミー・ウーソ) vs. ザ・ヴァイキング・レイダーズ (エリク & アイヴァー)                                            | WWEスマックダウンタッグ王座戦 無効試合                              | -     |
| 8                                                                               | ボビー・ラシュリー (c) (with MVP) vs. AJ・スタイルズ vs. ○ブロック・レスナー vs. リドル vs. セス・"フリーキン"・ロリンズ vs. オースティン・セオリー● | エリミネーション・チェンバー形式WWE王座戦                           | 14:56 |
| - (c) – 試合開始時点でのチャンピオンを指す - P – プレショーで行われた試合を指す | |                                                                     |       |

### 第13回大会 (2023年) WWE Elimination Chamber 2023
| No.                                        | 結果 | 試合形式                                                        | 時間  |
| ------------------------------------------ | --- | --------------------------------------------------------------- | ----- |
| 1                                          | ○アスカ vs. カーメラ● vs. ニッキー・クロス vs. リヴ・モーガン vs. ナタリヤ vs. ラケル・ロドリゲス                                                           | エリミネーション・チェンバー形式WWEロウ女子王座#1コンテンダー戦 | 19:30 |
| 2                                          | ○ボビー・ラシュリー vs. ブロック・レスナー● 反則裁定による決着 (ボビー・ラシュリーの反則勝ち)                                                               | シングル戦                                                      | 4:45  |
| 3                                          | ○エッジ & ベス・フェニックス vs. ザ・ジャッジメント・デイ● (フィン・ベイラー & リア・リプリー)                                                              | 男女混合タッグチーム戦                                          | 13:50 |
| 4                                          | ○オースティン・セオリー (c) vs. モンテズ・フォード vs. ジョニー・ガルガノ vs. ダミアン・プリースト vs. ブロンソン・リード vs. セス・"フリーキン"・ロリンズ● | エリミネーション・チェンバー形式WWE US王座戦                    | 31:30 |
| 5                                          | ○ローマン・レインズ (c) (with ポール・ヘイマン) vs. サミ・ゼイン●                                                                                           | WWE統一ユニバーサル王座戦                                       | 32:20 |
| - (c) – 試合開始時点でのチャンピオンを指す | |                                                                 |       |

### 第14回大会 (2024年) Elimination Chamber: Perth
| No.                                        | 結果 | 試合形式                                                                       | 時間    |
| ------------------------------------------ | --- | ------------------------------------------------------------------------------ | ------- |
| 1                                          | ○The Kabuki Warriors (Asuka and Kairi Sane) (c) (with Iyo Sky) vs. Candice LeRae and Indi Hartwell●      | 女子タッグ選手権                                                               | 8分55秒 |
| 2                                          | ○Becky Lynch vs. Bianca Belair vs. Liv Morgan vs. Tiffany Stratton vs. Naomi vs. Raquel Rodriguez        | エリミネーション・チェンバー戦勝者はレッスルマニアXLで女子世界選手権挑戦権     |         |
| 3                                          | ○The Judgment Day (Finn Bálor and Damian Priest) (c) vs. New Catch Republic (Pete Dunne and Tyler Bate)● | 統一WWEタッグ選手権試合                                                        |         |
| 4                                          | ○Drew McIntyre vs. Randy Orton vs. Bobby Lashley vs. LA Knight vs. Kevin Owens vs. Logan Paul            | エリミネーション・チェンバー戦勝者はレッスルマニアXLで世界ヘビー級選手権挑戦権 |         |
| 5                                          | ○リア・リプリー (c) vs. ナイア・ジャックス●                                                              | 女子世界選手権試合                                                             |         |
| - (c) – 試合開始時点でのチャンピオンを指す | |                                                                                |         |